# Amethyst (Tinashe)
Amethyst è il quarto mixtape della cantante statunitense Tinashe, pubblicato il 16 marzo 2015. Il mixtape segue l'uscita del suo album di debutto Aquarius. Ed è stato chiamato per il suo portafortuna. Tinashe ha registrato il mixtape nella camera da letto durante le vacanze di Natale del 2014 e pubblicato come un "ringraziamento" per i suoi fan.

## Tracce
1. Dreams Are Real – 3:43
2. Wrong – 4:20
3. Something to Feel – 2:26
4. Looking 4 It – 4:05
5. Wanderer – 3:19
6. Worth It (feat. Iamsu!) – 4:51
7. Just the Way I Like You – 4:31